# George Baxt
George Baxt (* 11. Juni 1923 in New York City; † 28. Juni 2003 ebenda) war ein US-amerikanischer Kriminalschriftsteller.
George Baxt war erst Autor für die Bühne, für den Film und für das Fernsehen. Bereits 1932 wurde eine erste, von ihm verfasste Geschichte veröffentlicht. In den 1950er Jahren hielt er sich in Großbritannien auf und verfasste Drehbücher für Horrorfilme.
Baxt schrieb auch Kriminalromane und förderte mit seiner Kriminalromanproduktion entscheidend zwei Strömungen der modernen Kriminalliteratur.
1966 erschien sein erster Kriminalroman überhaupt („A Queer Kind of Death“; auf Deutsch veröffentlicht unter dem Titel: „Pharoah Love und die Badewanne des Todes“). Mit diesem Roman begründete Baxt die Krimi-Schule mit einem schwulen Serienhelden. Mr. Love ist nämlich genau das, der erste offen schwule Detektiv der Kriminalliteratur. (Der Roman wird – auch im Internet – zwar regelmäßig erwähnt, aber nicht hinzugefügt, dass es tatsächlich der erste dieser Art von Kriminalromanen war.) Als Begründer dieser Schule der Kriminalliteratur wird gewöhnlich Joseph Hansen genannt, was insofern richtig ist, als Hansen eine ganze Serie um seinen Helden, David Brandstetter, schrieb und die Darstellung realistischer war als die, die Baxt wählte. Unabhängig vom Erfolg und von der Qualität der Bücher bleibt aber festzuhalten: George Baxt war der erste Autor, der sich auf dieses Terrain wagte. (Zur Erinnerung: als 1969 in der Christopher Street jene Randale ausbrach, an die heute in fast allen Ländern mit dem „CSD“ erinnert wird, war in genau einem Bundesstaat der USA homosexuellen Betätigung straffrei, in allen anderen 49 Bundesstaaten dagegen noch mit Strafe bedroht.)
Mit einer zweiten Serie, die 1984 begann, verbreiterte Baxt den breiten Strom an historischen Kriminalromanen, die seit rund 30 Jahren gehäuft geschrieben werden und nahezu alle Epochen der Weltgeschichte umfassen.
Kriminalromane, die nicht in der Jetztzeit spielen, sondern in vergangenen Zeiten, wurden vereinzelt auch früher schon veröffentlicht. Agatha Christie verlegte die Handlung ihres Romans „Rächende Geister“ (1944) etwa ins alte Ägypten. Eine der ältesten Kriminalerzählungen, die bekannt ist, gehört auch dazu: „Das Fräulein von Scuderi“ von E. T. A. Hoffmann (1820); Hoffmann siedelte das Geschehen in seiner Novelle im Paris von König Ludwig XIV. an. Doch erst vor rund 30 Jahren begann der historische Kriminalroman aufzublühen, wozu der Welterfolg von Umberto Ecos „Der Name der Rose“ entscheidend beitrug. Viel beschrieben ist z. B. das Mittelalter (etwa die Romane um „Bruder Cadfael“ von Ellis Peters) oder das London der Königin Viktoria (etwa die Romane um „Inspektor Pitt“ von Anne Perry). Zu den historischen Kriminalromanen entwickelte sich eine Unterart, die sich dadurch auszeichnet, dass die Autoren nicht allein das Geschehen in die Vergangenheit verlegen, sondern auch Personen der Vergangenheit in ihren Romanen auftreten lassen, seien es Personen, die aus dem Geschichtsunterricht bekannt sind (als besonders beliebt entpuppte sich dabei der Sohn der Königin Viktoria, der spätere König Eduard VII.); seien es Personen, die anderen Büchern entlehnt sind (hier besonders beliebt – natürlich! – Mr. Sherlock Holmes).
George Baxt beschrieb auch diese Unterart des historischen Kriminalromans, worin nicht nur die Handlung in die Vergangenheit verlegt ist, sondern auch – mehr oder minder prominente – Personen handelnd ins Geschehen eingreifen. Seine „Promis“ kennt der Leser aber nicht aus dem Geschichtsunterricht, sondern – mit einer Ausnahme – vom Kinofilm her. Als Detektive betätigen sich zum Beispiel Greta Garbo, Marlene Dietrich oder Mae West, aber auch Alfred Hitchcock. Die in Deutschland nicht so bekannte Schauspielerin Tallulah Bankhead (1902–1968) bekommt es im „Mordfall Tallulah Bankhead“ (im Original veröffentlicht 1987) etwa im Jahr 1952 mit Senator McCarthy zu tun.
Insofern nimmt George Baxt bei den Autoren des historischen Kriminalromans eine Sonderstellung ein; höchstens noch mit Samuel M. Steward vergleichbar. Legt man seine Lebensdaten und seinen beruflichen Werdegang zugrunde, kann angenommen werden, dass er – vielleicht nicht alle, aber doch die meisten – der von ihm in einem Kriminalroman verewigten Personen persönlich gekannt haben dürfte.